# Томас Якобсен (яхтсмен)
Томас Якобсен (дан. Thomas Jacobsen, 13 вересня 1972) — данський яхтсмен.
Олімпійський чемпіон 2000 року в класі Солінґ.